# La Veuve joyeuse (film, 1952)
Pour les articles homonymes, voir La Veuve joyeuse.
Pour plus de détails, voir Fiche technique et Distribution.
La Veuve joyeuse (The Merry Widow) est un film musical américain de Curtis Bernhardt réalisée en 1952. Elle est basée sur l'opérette en trois actes de Franz Lehár.

## Fiche technique
- Titre : La Veuve joyeuse
- Titre original : The Merry Widow
- Réalisation : Curtis Bernhardt
- Scénario : Sonya Levien et William Ludwig, d'après l'opérette éponyme de Victor Léon et Leo Stein
- Producteur : Joe Pasternak
- Société de production et de distribution : Metro-Goldwyn-Mayer
- Musique originale : Franz Lehár
- Musique additionnelle : Jay Blackton (non crédité)
- Directeur de la photographie : Robert Surtees
- Direction artistique : Cedric Gibbons et Paul Groesse
- Décorateurs : Arthur Krams et Edwin B. Willis
- Costumes : Helen Rose et Gile Steele
- Maquillages et coiffures : William Tuttle et Sydney Guilaroff
- Son : Douglas Shearer
- Montage : Conrad A. Nervig
- Pays d'origine : États-Unis
- Genre : Film musical et romance
- Format : Couleur (Technicolor) - Son : Mono (Western Electric Sound System)
- Durée : 105 minutes
  - États-Unis : 5 septembre 1952
  - France : 14 août 1953

## Distribution
- Lana Turner : Crystal Radek
- Fernando Lamas : Comte Danilo
- Una Merkel : Kitty Riley
- Richard Haydn : Baron Popoff
- Thomas Gomez : Roi de Marshovie
- John Abbott : Ambassadeur Marshovien
- Marcel Dalio : Sergent de Police
- King Donovan : Nitki
- Robert Coote : Marquis De Crillon
- Sujata : La gitane
- Lisa Ferraday : Marcella
- Shepard Menken : Kunjany
- Ludwig Stossel : Majordome
- Dolores Haas : 2e petite fille
- Patricia Joiner : Suzanne
- George Davis : Chauffeur de taxi
- Dorothy Vaughan : Vieille servante